# Flora Caucasi
Flora Caucasi (abreviado Fl. Caucasi) es un libro con ilustraciones y descripciones botánicas que fue escrito por el botánico y médico austríaco que trabajó principalmente en Rusia, donde fue conocido como Frants Ivanovič Ruprekt (translitera del cirílico ruso Франц Ива́нович Ру́прехт; Franz Josef Ruprecht y publicado en el año 1869. Originalmente fue publicado en Mém. Acad. Imp. Sci. Saint Pétersbourg, Sér. 7 15(2): 1-302. 1869.